# Universidad de Galway
Universidad de Galway, campus universitario parte de la Universidad Nacional de Irlanda. El centro de estudios abre sus puertas en 1849 bajo el nombre de Queen's College, Galway con 37 profesores y 91 estudiantes y en un año llegó a formar parte de la Queen's University of Ireland. El acta de universidades irlandesas de 1908 la convirtió oficialmente en centro asociado a la Universidad Nacional de Irlanda.
La universidad se encuentra en Galway, a la ribera del río Corrib. El edificio más antiguo y significativo, el Quadrangle, fue diseñado por John Benjamin Keane, y es una réplica del Christ Church, Oxford, una de las facultades de la Universidad de Oxford. 
La universidad es una de las máximas instituciones de la ciudad y dado su carácter abierto, cosmopolita y su proyección atlántica acoge a estudiantes de los cinco continentes con importantes convenios de intercambio con universidades americanas y el Programa Europeo Erasmus.

## Organización de la universidad
La universidad está estructurada en cinco colegios:
- Arts, Social Sciences, & Celtic Studies - Humanidades, ciencias sociales y estudios celtas
- Business, Public Policy, & Law - Ciencias empresariales, políticas públicas y derecho
- Engineering & Informatics - Ingeniería e informática
- Medicine, Nursing, & Health Sciences - Medicina, enfermería y ciencias de la salud
- Science - Ciencias puras

## Rectores
- Rev. Dr Joseph W. Kirwan 1845-1849
- Edward Berwick 1849-1877

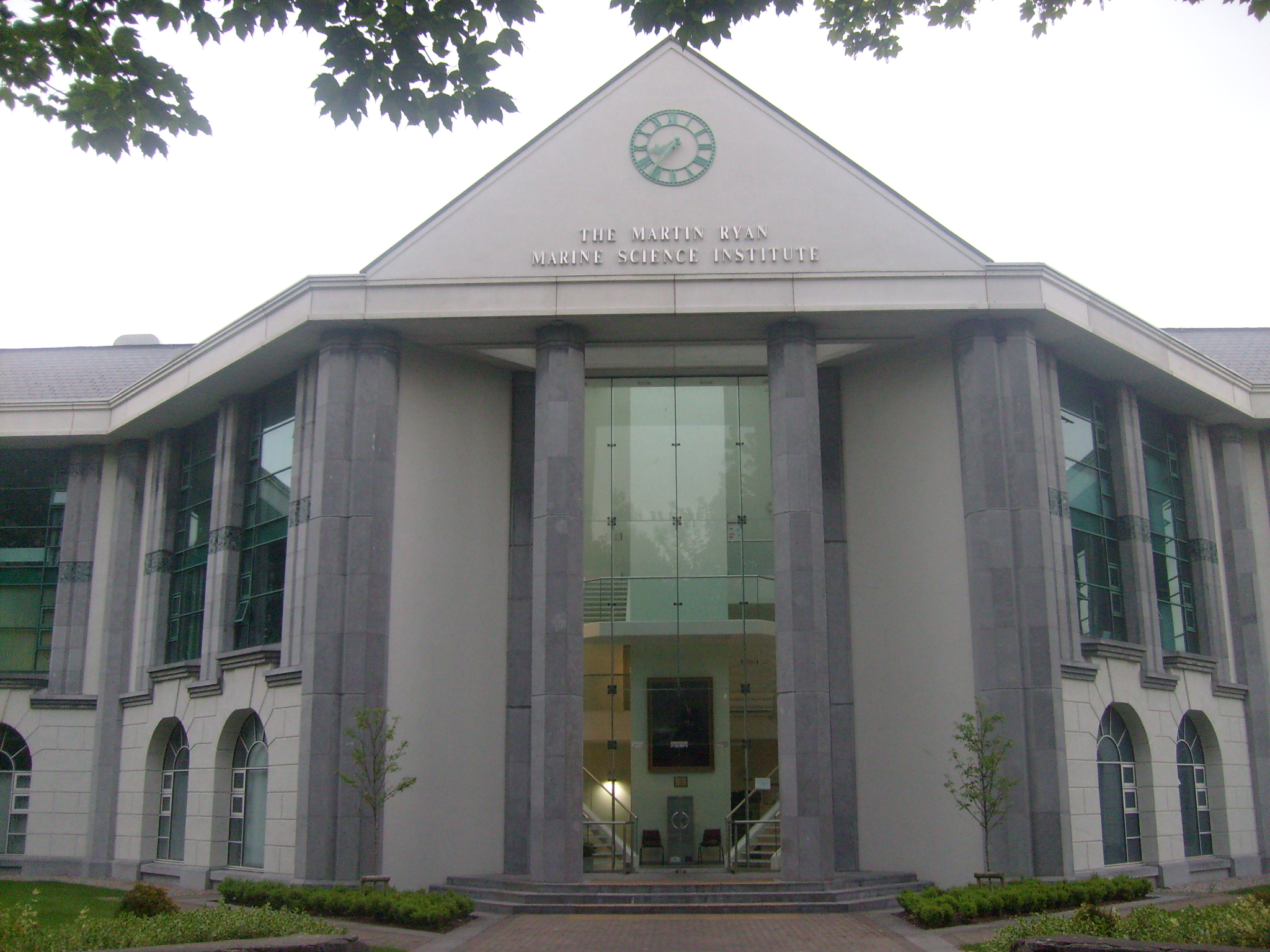
Instituto de Ciencias Marinas The Martin Ryan

- Sir Thomas William Moffett 1877-1897
- William Joseph Myles Starkie 1897-1899
- Dr Alexander Anderson 1899-1934
- Monseñor John Hynes 1934-1945
- Monseñor Pádraig de Brún 1945-1959
- Dr Martin J. Newell 1960-1975
- Dr Colm Ó hEocha 1975-1996
- Dr Patrick F. Fottrell 1996-2000
- Dr Iognáid G. Ó Muircheartaigh 2000-2008
- Dr. James J. Browne 2008-actualidad

## Vida estudiantil

### Periódico
El Periódico de la universidad es desde 2001 es Sin News (Noticias de Pecado). En él se describen noticias, se comparten opiniones y se informa sobre todos los eventos deportivos, culturales y artísticos que toman parte en la vida del campus.

### Asociacionismo
Una de las más antiguas y más grandes asociaciones de estudiantes de la universidad es la Cumann Staire  (o la Asociación Estudiantil de Estudios Históricos). La Cumann Staire organiza [ Aistir], una conferencia internacional para estudiantes de la historia a principios de marzo y sigue desarrollando nuevas relaciones con grupos de estudiantes de la historia en otros países. Otro importante evento anual organizado por la Cumann Staire es el más grande baile de gala de la universidad, el Arts Bál, que normalmente ocurre en febrero con 1300 entradas vendidas cada año.